# Polysome
 (avril 2025).
Si vous disposez d'ouvrages ou d'articles de référence ou si vous connaissez des sites web de qualité traitant du thème abordé ici, merci de compléter l'article en donnant les références utiles à sa vérifiabilité et en les liant à la section « Notes et références ».
Un polysome ou polyribosome est un ensemble de ribosomes reliés entre eux par un ARN messager. Cet ensemble a l'aspect  d'un collier de perles.
Ils sont le lieu de la biosynthèse des protéines qu'ils soient sous forme libre dans le hyaloplasme ou liés au réticulum endoplasmique pour former un réticulum endoplasmique rugueux.
Il ne faut pas oublier qu'un gène n'est jamais transcrit seul, il y a de nombreux ARN polymérases qui sont recrutés pour transcrire le gène.
Il se passe la même chose au niveau du ribosome. Une fois que l'ARN est produit, les ribosomes se placent les uns à la suite des autres pour traduire la protéine. Cela forme alors les polysomes.

## Procaryotes
Les polyribosomes y sont linéaires avec une distance d’à peu près 80 nucléotides.
Traduction et transcription sont simultanées, cela se passe donc dans le cytosol. 

## Eucaryotes
Les polyribosomes vont s'enrouler en spirale due aux interactions entre le complexe de coiffe et les protéines associées à la queue polyadénylées de l'ARN messager en particulier polyA BidingProtein (PABP).
Cette queue polyA est protégée par les PABP mais est raccourcie par les nucléases qui, progressivement, la dégradent (en 3') en perdant cette queue polyA, l'ARN messager perd les interactions citées précédemment, la conformation en spirale et l'ARNm est défaite complètement pour ne plus être traduite.
Cette structure est indispensable pour le recyclage des ribosomes qui parcourent l'ARN messager. En effet, le ribosome qui termine de traduire sa protéine en 3' et qui se dissocie, sera moins loin du site d'initiation pour recommencer à traduire cette même protéine.